# والتر أغسطس بيثيل (ضابط)
والتر أغسطس بيثيل هو ضابط بالجيش الأمريكي. وُلد والتر في 25 نوفمبر 1866وتُوفي في 11 يناير عام 1954، وحصل على رتبة لواء خلال الحرب العالمية الأولى.

## حياته المُبكرة
وُلد والتر في فريبورت بولاية أوهايو. التحق بالأكاديمية الأمريكية العسكرية وتخرج في المركز الرابع عشر في عام 1889.

## حياته المهنية
تم تكليف والتر للخدمة في سلاح المدفعية، ولكنه انتقل بعد ذلك إلى قسم محامي الدفاع العام. وخلال عامي 1884 و1885، عمل مدرسًا للكيمياء في الأكاديمية العسكرية بالولايات المتحدة، ومن عام 1895 إلى 1899 عمل مدرسًا للقانون. وخدم في البعثة البورتوريكية من يناير إلى نوفمبر عام 1898.
في 5 أغسطس 1917، تمت ترقيته إلى رتبة عميد وكان محاميًا عامًا من 1917 إلى 1920. وعمل بعد الحرب في مقر الفريق في واشنطن. وفي عام 1923، أصبح محاميًا عامًا للجيش، برتبة لواء. وفي عام 1924، تقاعد بسبب ضعف البصر، ومن 1926 إلى 1947 شارك في ممارسة القانون الدولي.

## الجوائز
حصل على وسام الخدمة المميزة للجيش نير خدماته خلال الحرب العالمية الأولى.

## وفاته وإرثه
توفي والتر أغسطس والتر في سن السابعة والثمانين في 11 يناير عام 1954.

## فهارس
- Davis, Henry Blaine. Generals in Khaki. Raleigh, NC: Pentland Press, 1998. (ردمك 1571970886) 231779136

## روابط خارجية
- والتر أغسطس بيثيل (ضابط) على موقع فايند أغريف